# Tegnérlunden
Tegnérlunden est un parc public situé dans le quartier de Vasastaden à Stockholm en Suède. 

## Situation
Le parc Tegnérlunden est traversé par la rue Tegnérgatan, qui forme la frontière entre Norrmalm (au sud) et Vasastaden (au nord). 
La rue Upplandsgatan longe le côté ouest du parc.
À Tegnérlunden, se trouvent, entre autres, l'Enskilda Gymnasiet (sv) à Tegnérlunden 5 et l'église Minneskyrka (sv) à Tegnérlunden 7.
Dans le coin nord-est du parc se trouve un refuge pour la population.

## Description
Tegnérlunden est l'un des parcs de collines caractéristiques de Stockholm et a été aménagé dans les années 1890. Le parc a été conçu selon les idéaux dominants avec des allées sinueuses, de grands arbres et des plantations de fleurs.
Le parc compte de nombreux arbres anciens et précieux. Des sentiers sinueux suivent le terrain et offrent des possibilités de belles promenades malgré la superficie limitée.
Tout en haut et au centre du parc se trouve une fontaine. Du centre du pavillon se trouve une source artificielle dont l'eau coule à travers un lit de ruisseau bordé de plantations vivaces luxuriantes. 
Un petit pont en arc de pierre traverse le lit du ruisseau.
Dans la partie ouest de Tegnérlunden, à côté de l'étang, il y a une petite aire de jeux clôturée avec des balançoires et un bac à sable pour les plus petits.
A côté se trouve une pataugeoire de 169 mètres carrés destinée aux jeux des enfants.
Dans la partie nord du parc se trouve un jardin fleuri avec une pergola, des coins salon et des plantations vivaces.

## Histoire
Le parc a été créé à l'origine dans les années 1890, lorsque les moulins à vent ont été démolis. À l'époque, c'était le plus petit de tous les parcs de Stockholm. Il y avait des parterres de fleurs et des pelouses sur lesquels il était interdit de marcher. Au début des années 1940, Tegnérlunden a été complètement transformé grâce aux suggestions du jardinier urbain Holger Blom et d'Erik Glemme. À cette époque, entre autres, le pavillon du puits fut construit au sommet de la colline. Un ruisseau artificiel coule le long de la pente, s'arrêtant à de petits bassins d'eau et à un petit pont en arc de pierre, et se termine finalement dans un étang de forme irrégulière.

## Sculptures
|                        |  |                      |
| August Strindberg 1942 |  | Astrid Lindgren 1996 |

Dans la partie orientale de Tegnérlunden se trouve la grande statue d'August Strindberg, sculptée par Carl Eldh, qui a été achevée pour le dernier anniversaire de Strindberg en 1912. 
En 1916, le modèle grandeur nature a été achevé et en 1942, cette sculpture en bronze a été installée dans le parc. 
Des scènes tirées des œuvres littéraires de Strindberg sont représentées sur les côtés du socle(sv) Henrikson, Mattias, Alla dessa stadsvandringar i Stockholm, Ordalaget Bokförlag, 2021 (ISBN 978-91-7469-389-8), p. 19.
Dans la partie nord-ouest du parc, se trouve depuis 1996 une petite sculpture en bronze de Majalisa Alexandersson représentant Astrid Lindgren embrassant un enfant. La sculpture représente des personnages et des citations de ses livres. Plusieurs livres d'Astrid Lindgren sont liés à Tegnérlunden. 
Par exemple, le début de Mio min Mio a lieu à Tegnérlunden où le garçon Bo Vilhelm Olsson rencontre l'esprit qui l'emmène dans le pays lointain.

## Galerie

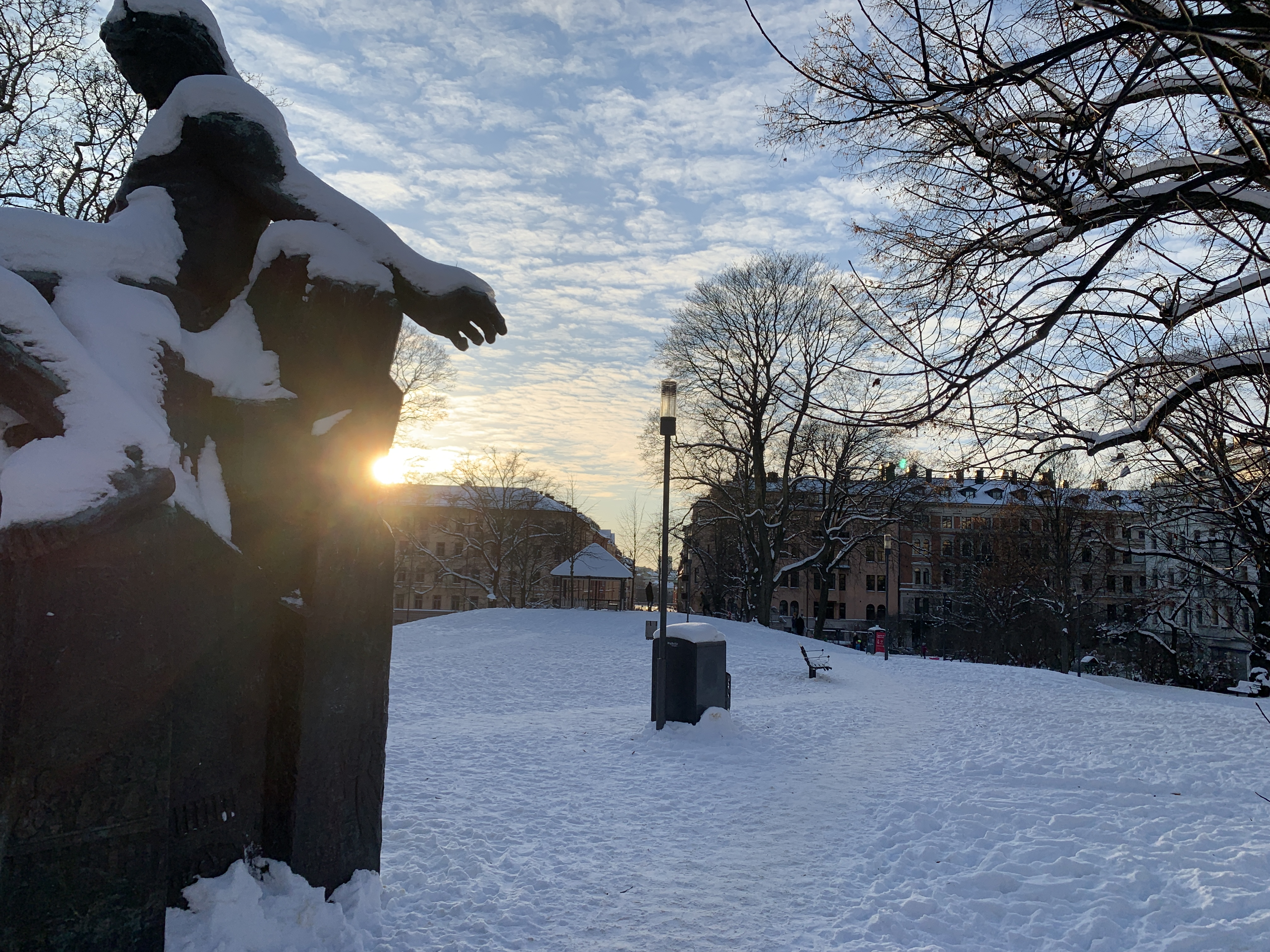
Tegnérlunden.
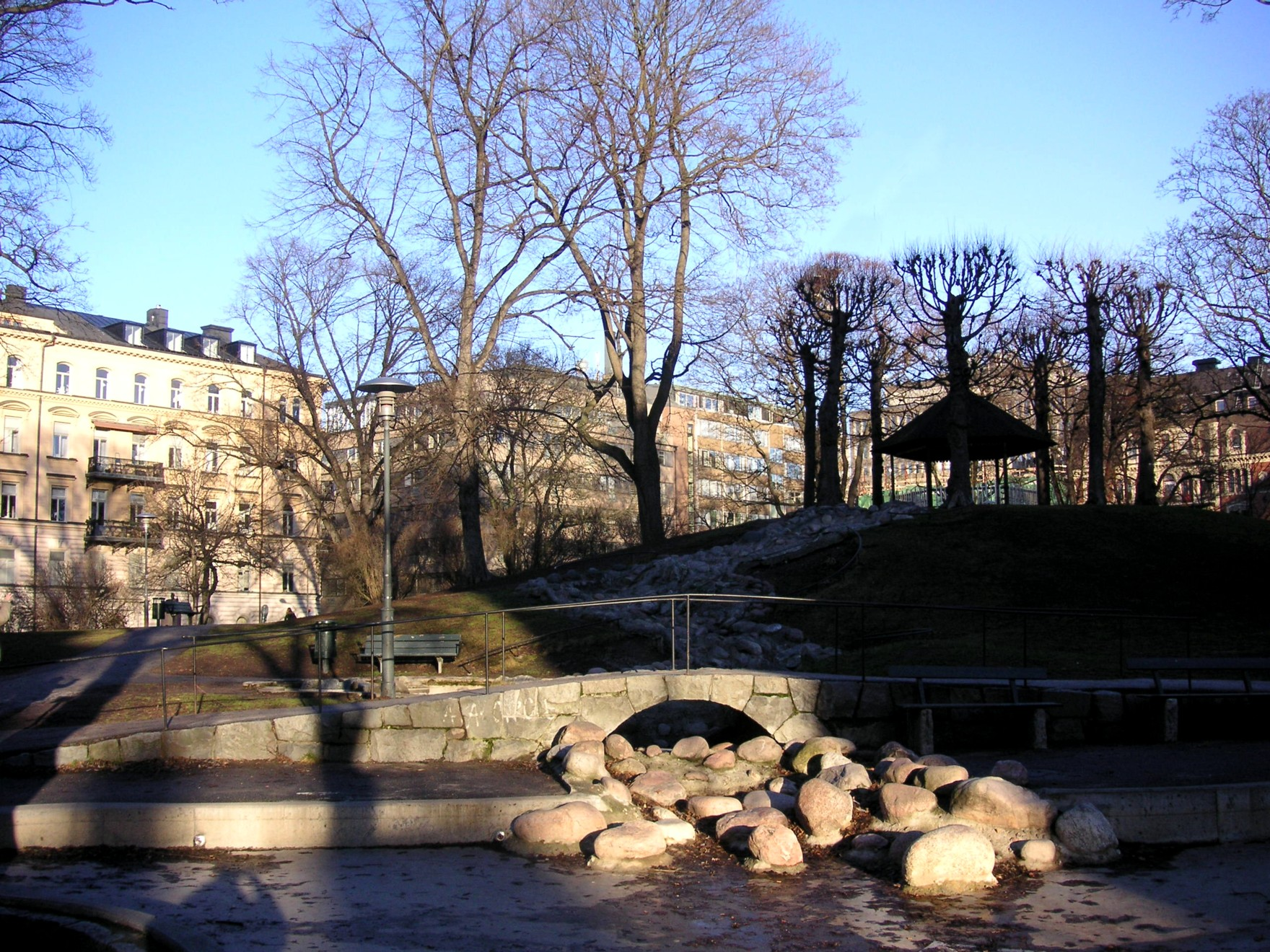
Tegnérlunden en 2008.
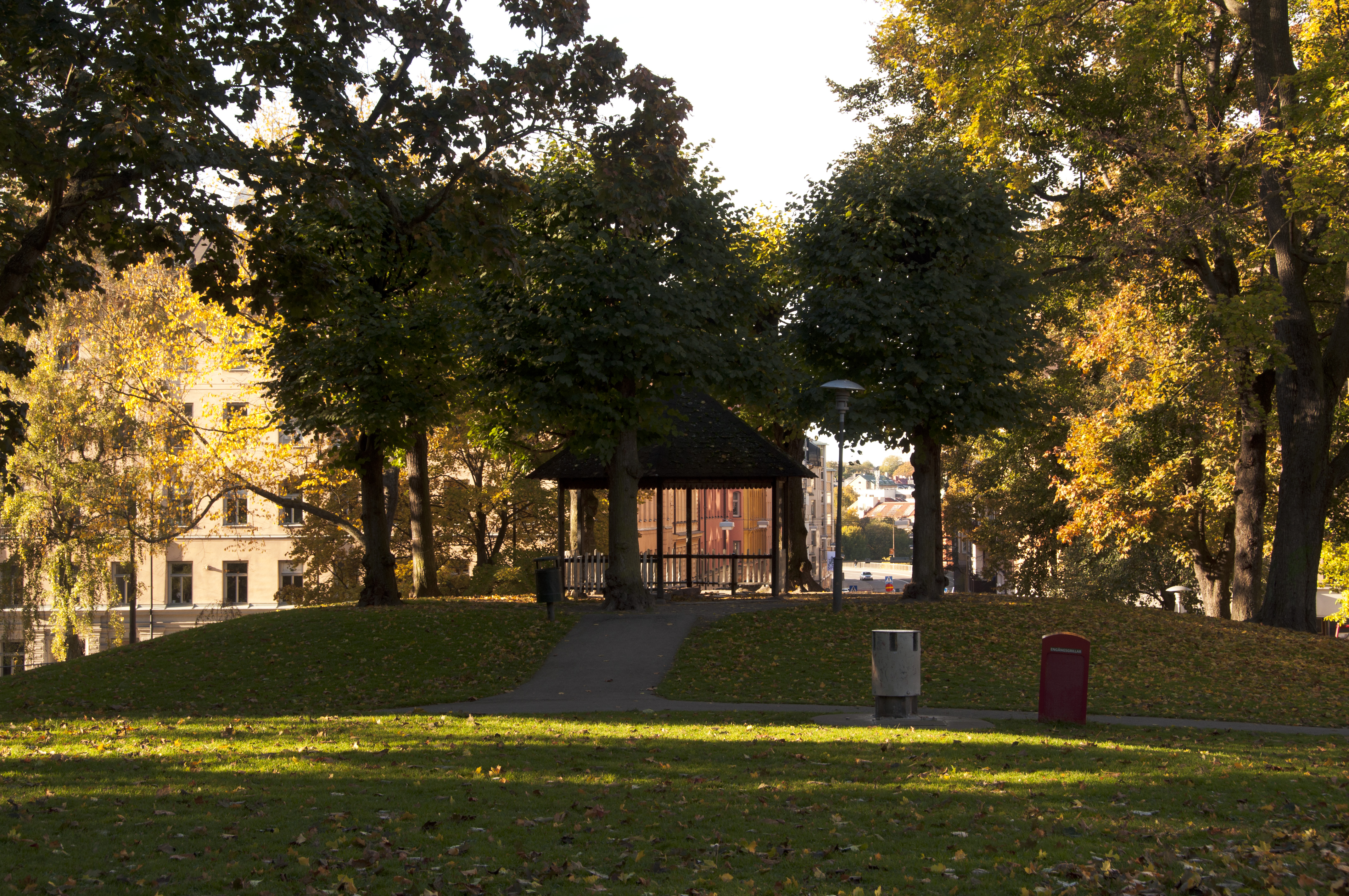
Tegnérlunden vers l'ouest.
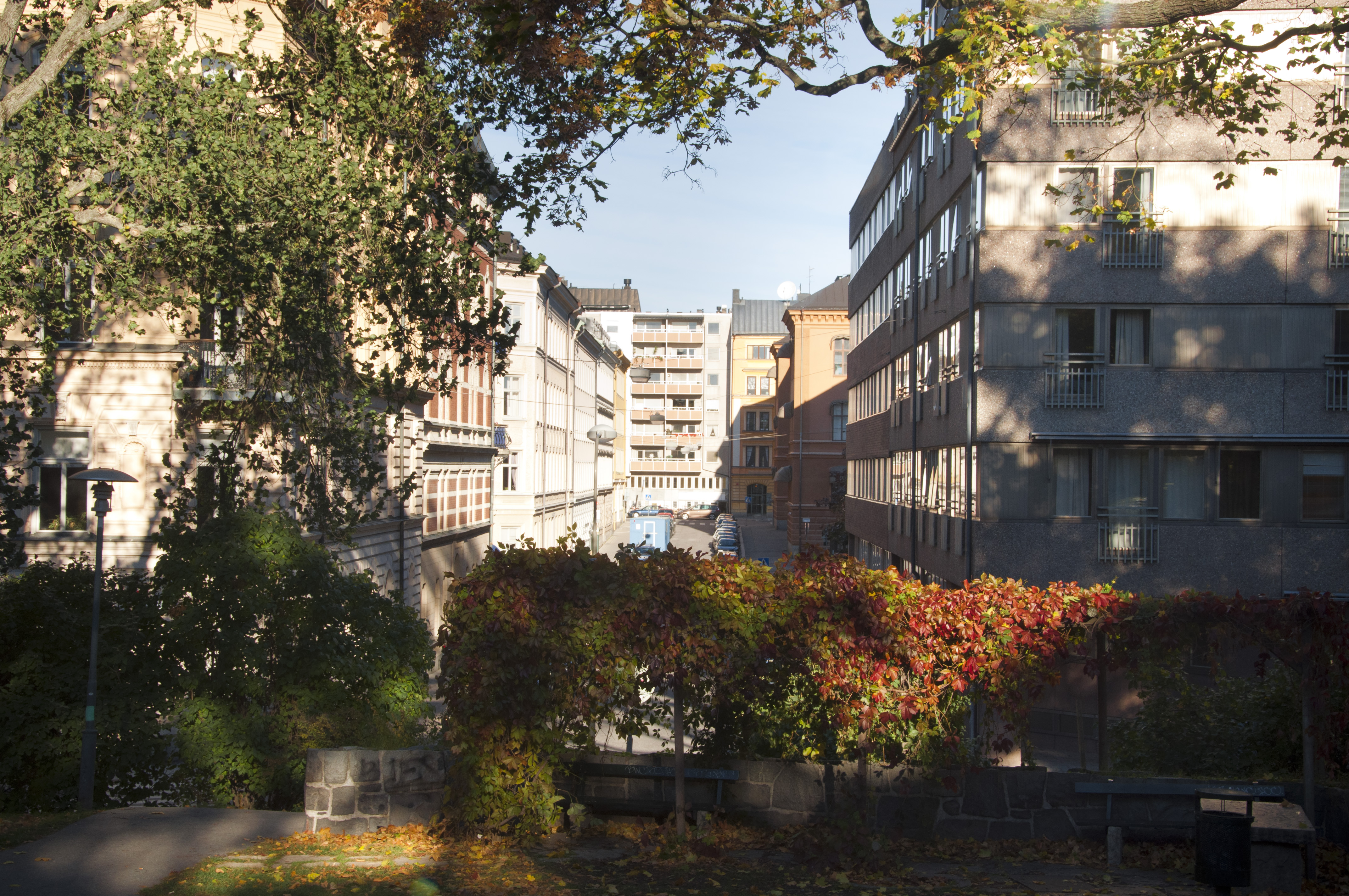
Teknologgatan vue de Tegnérlunden.